# 아이데오
아이디오(IDEO, 공식 홈페이지에서는 회사명을 "아이데오"가 아니라 "아이디오"로 부른다고 공지함)는 미국의 디자인 혁신 기업이다. 아이디오(IDEO)는 1991년에 세 디자인 회사: David Kelley Design (스탠퍼드 대학의 교수인 데이비드 켈리(David Kelley)가 설립), ID Two (영국인 빌 모그릿지(Bill Moggridge)가 설립), Matrix Product Design (마이크 넛톨(Mike Nuttall)이 설립)을 합병하여 세워졌다. 원래 사무가구 제조업체인 스틸케이스(Steelcase)가 대부분의 지분을 소유하고 있었으나, 2007년부터 시작된 '5개년 관리 주식환매 프로그램'을 통해 자회사로 스핀아웃 중이다. 합병 전 회사들의 설립자들은 여전히 회사에 관여하고 있으며, 현재 최고경영자(CEO)는 팀 브라운(Tim Brown)이다.
아이디오는 700명 이상의 직원들을 데리고 있는데, 이들의 전공은 인간 공학, 기계 공학, 전자 공학, 소프트웨어 공학, 산업 디자인, 인터랙션 디자인 등에 걸쳐있다. 지금까지 수행한 프로젝트는 수천 개에 이르며, 의뢰 고객기업의 분야는 소비재, 컴퓨터, 의학, 가구, 완구, 사무용품, 자동차 산업 등에 이른다. 그 중 유명한 사례로는 애플(Apple)이 출시한 최초의 마우스, 마이크로소프트(Microsoft)의 두 번째 마우스, 팜 V PDA(Palm V PDA), 스틸케이스의 Leap Chair 등이 있다. 주요 의뢰 고객기업으로는(2004년 기준) 프록터 앤 갬블(P&G), 펩시콜라, 엘리릴리(Eli Lilly), 마이크로소프트, 스틸케이스 등이 있다.
1999년 아이디오는 ABC방송국의 '나이트라인' 프로그램의 "Deep Dive"라는 에피소드에서 소개되었다. 이 에피소드에서 아이데오 팀은 5일 만에 새로운 쇼핑카트를 고안해내는 프로젝트를 수행하였는데, 그 생생한 진행과정과 함께 5일 후 실제로 새롭게 디자인된 쇼핑카트를 스튜디오에 공개하였다. 2001년에는 아이디오의 총괄 매니저(general manager) 톰 켈리(Tom Kelley)가 쓴 유쾌한 이노베이션(The Art of Innovation)이 출간되었으며, 보다 최근작으로는 아이디오는 어떻게 디자인하는가(Creative Confidence-2021년 유엑스리뷰 출간)가 있다. 한편 2009년에는 아이디오를 다룬 다큐멘터리 영화 오브젝티파이드(Objectified)가 출시되었다.
아이디오는 다른 어떤 기업들보다도 BusinessWeek/IDSA(International Design School for Advanced Studies) Industrial Design Excellence Awards 등의 다수의 상을 수상하였다. 또한 비즈니스위크가 선정한 '가장 혁신적인 기업 25'에도 선정되었는데, 그 순위에 있는 나머지 24개 기업의 혁신에 대해 컨설팅을 해주고 있다는 점이 인상적이다.

## 참고 문헌
- 아이디오 회사 정보. , .
- Nussbaum, Bruce (2004-05-17)."The Power of Design", Business Week. Retrieved 2006-12-19.
- International Directory of Company Histories. , .
- Bauer, Julia (2007-09-20)."Steelcase's IDEO will be sold over next five years", Grand Rapids Press. Retrieved 2007-09-20.
- IDEO Fact Sheet. , .
- IDEO's IDEA awards.[깨진 링크(과거 내용 찾기)] , .
- IDEO Makes The TOP 25 Global Innovators--Here's Why. , .